# Becquerelia martii
Becquerelia martii là một loài thực vật có hoa trong họ Cói. Loài này được (Nees) H.Pfeiff. mô tả khoa học đầu tiên năm 1922.